# Aeginetia indica
Espèce
Aeginetia indica est une espèce de plantes dicotylédones parasites de la famille des Orobanchaceae, originaire d'Asie.

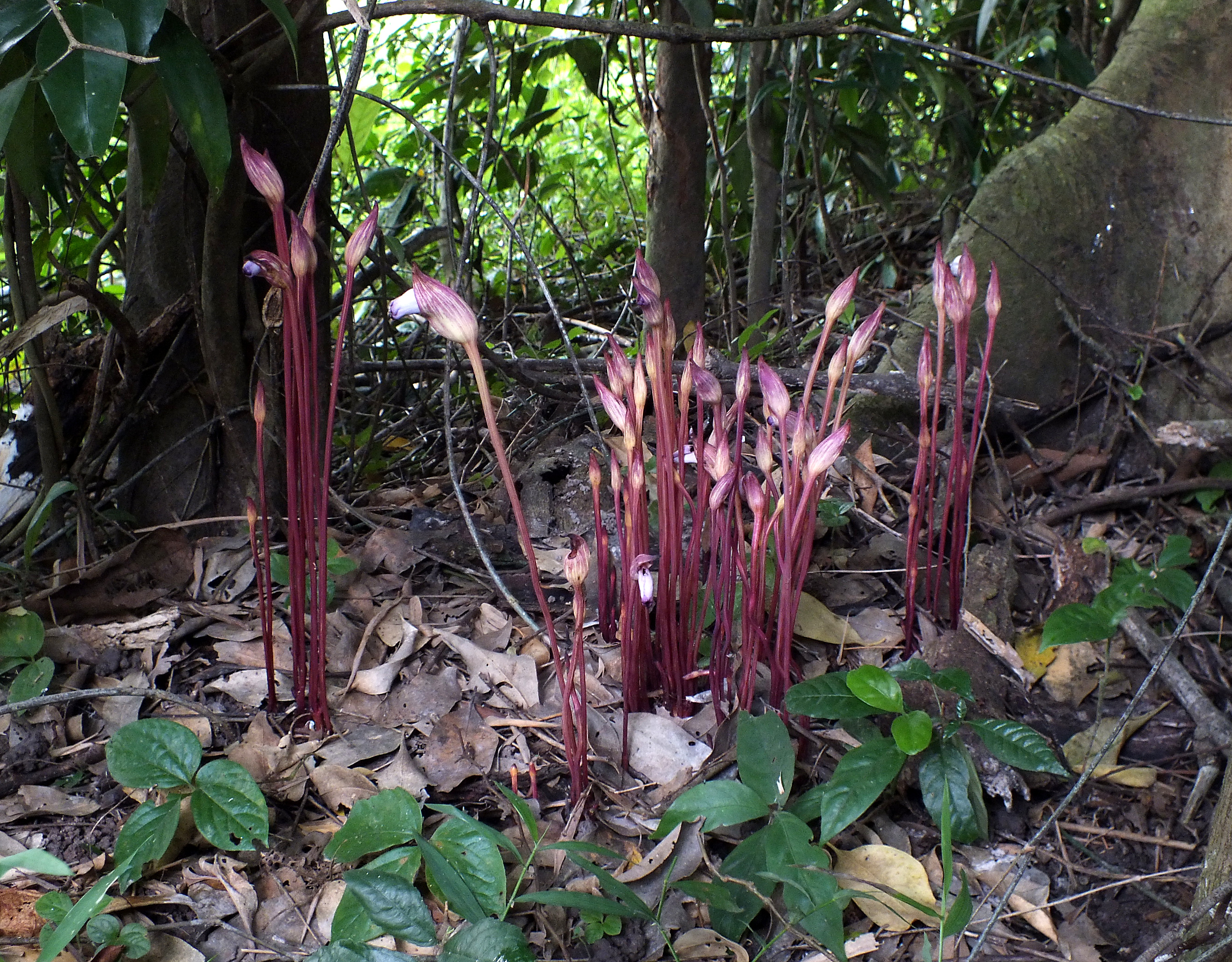
Aeginetia indica, dans le parc national de Khao Yai, en Thaïlande.

Cette plante herbacée holoparasite épirhize parasite diverses espèce de monocotylédones, notamment les Poaceae (graminées). Elle entraîne d'importantes baisses de rendement dans les cultures de canne à sucre, riz, sorgho, et graminées fourragères, en Inde, en Chine, au Japon et aux Philippines. 

## Taxinomie

### Synonymes
Selon Catalogue of Life (18 février 2015)  :
- Aeginetia aeginetia (L.) Huth,
- Aeginetia boninensis Nakai,
- Aeginetia indica var. alba Santapau,
- Aeginetia indica var. boninensis (Nakai) H. Harr.,
- Aeginetia indica var. gracilis Nakai,
- Aeginetia indica var. sekimotoana (Makino) Makino,
- Aeginetia mairei Leveille,
- Aeginetia pedunculata var. abbreviata (Ham. ex Benth.) G. Beck,
- Aeginetia saccharicola Bakh.,
- Aeginetia sekimotoana Makino,
- Orobanche aeginetia L.,
- Orobanche ramosa var. indica (L.) O. Kuntze,
- Phelipaea abbreviata (Hamilton) Steudel,
- Phelipaea indica A. Spreng. ex Steud.

### Liste des variétés
Selon Tropicos (18 février 2015) (Attention liste brute contenant possiblement des synonymes) :
- variété Aeginetia indica var. gracilis Nakai
- variété Aeginetia indica var. sekitomoana Makino